# Tyspanodes linealis
Tyspanodes linealis là một loài bướm đêm trong họ Crambidae.